# Водонапорная башня (Екатеринбург)
Водонапорная башня в Историческом сквере — архитектурный памятник федерального значения. Построена не ранее 1891 года для нужд Железнодорожных мастерских. С 1947 по 1960-е гг. башня фактически была двухквартирным жилым домом. С 1995 года филиал Музея истории Екатеринбурга. После капитальной реконструкции 2017—2018 г. на первом этаже открылись сувенирная лавка, гостевой центр и кофейня. С ноября 2018 года на втором этаже работает музейная экспозиция, посвящённая истории Плотинки и Башни.

## История башни
Первые железные дороги в Екатеринбурге были построены в 1878 году. В начале 1890-х для нужд мастерских и была построена водонапорная башня. Согласно плану Железнодорожных мастерских, Башня выполняла противопожарные функции.
В течение десятилетий башня являлась частью промышленной зоны (на территории Исторического сквера 1723 года до 1957 года работали различные предприятия). В 1929 году на базе железнодорожных мастерских создан Вагоноремонтный завод им. Воеводина. В годы Великой Отечественной войны на территории Плотинки действовала одна из площадок московского танкостроительного завода № 37. В этот период на первом этаже башни размещалась заводская фотолаборатория, второй этаж башни не функционировал.
В 1946 году, по инициативе инженера-технолога завода № 37 Бориса Денисова, стенки металлического водоёмного бака были срезаны, а дно бака закрыли досками пола. Второй этаж башни переделали под жилое помещение. В марте 1947 года семья Денисовых въезжает на второй этаж, и башня становится жилым домом. В 1950 году на первый этаж Башни въезжает семья инженера Петра Перковского. После переезда Денисовых, на втором этаже живёт семья Лопата (с 1952 до 1966 года). После закрытия завода в 1957 году начинается расселение жильцов. Окончательно башня была расселена во второй половине 1960-х гг.
В 1972—1973 годах в башне были заменены все деревянные части. С 1973 года на первом этаже располагался сувенирный магазин, который закрылся через несколько лет. Несколько лет башня пустовала.
В 1995 году башня официально передана в ведение Музея истории Екатеринбурга. Кузнец Александр Лысяков создал выставку уральского металла, и с этого времени в башне разместилась экспозиция «Метальная лавка», знакомящая с бытовым и художественным металлом прошлых веков. Первым хранителем башни стал сотрудник музея, художник Виктор Махотин, после смерти В. Махотина в 2002 году хранителем башни стал фотограф и художник Иван Рыжков.
Второй этаж башни был закрыт для посетителей с 60-х годов из-за аварийного состояния лестницы, выставка «Метальная лавка» работала сезонно, с мая по октябрь, так как отопление в башне отсутствовало.
С июля 2018 года на первом этаже работает Гостевой центр Екатеринбурга для туристов и жителей города, где можно приобрести «Карту гостя» (City Pass), получить консультацию по музеям и достопримечательностям города, купить аутентичные сувениры и даже выпить чашку кофе.

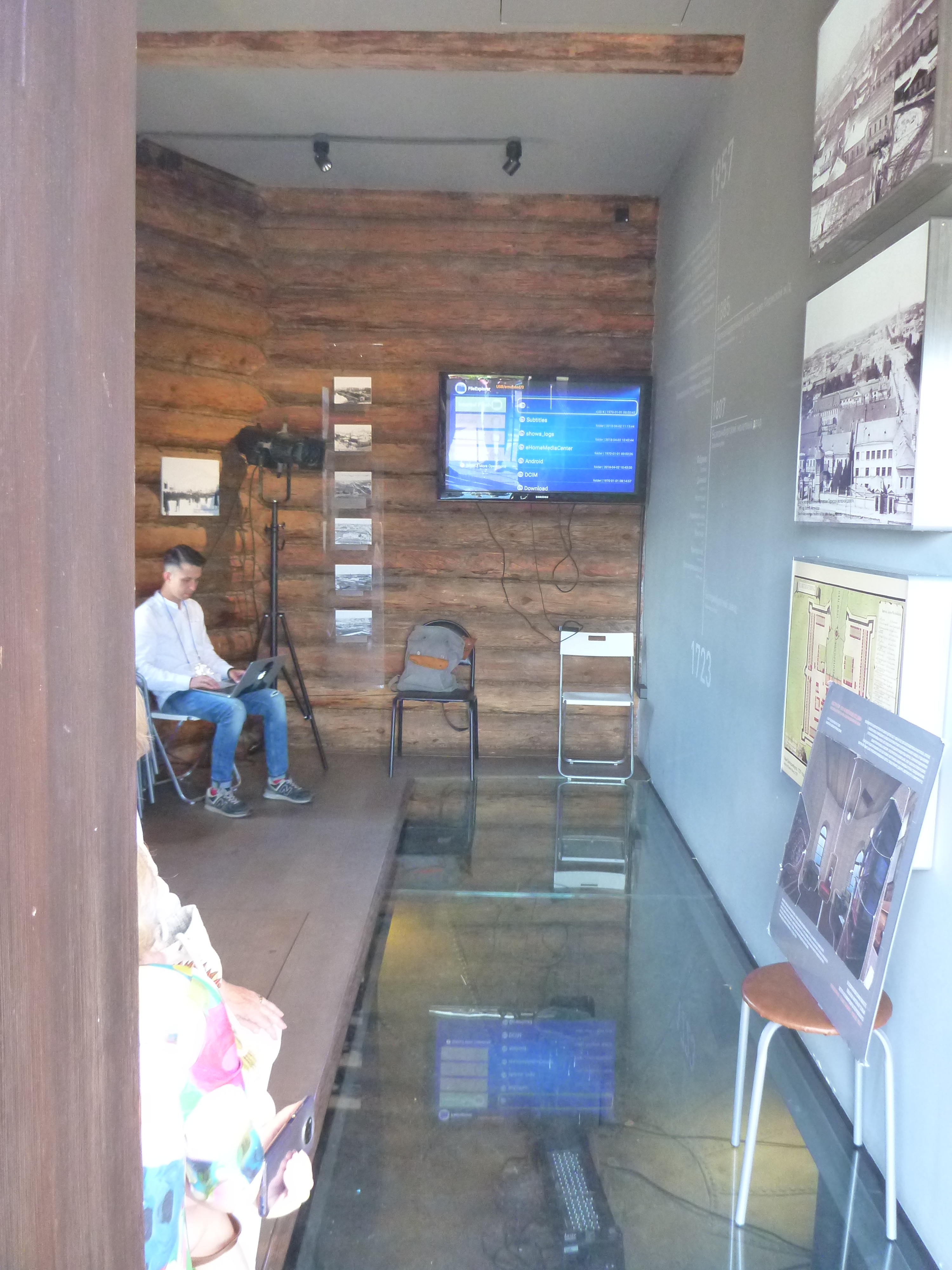
Второй этаж башни — лекционная комната, экспозиция по истории башни и Исторического сквера, через стеклянный пол можно видеть металлический бак XIX века. Фото 2022 года

13 ноября 2018 года, после установки новой лестницы, на втором этаже открылась музейная экспозиция об истории самой башни и Исторического сквера. Часть экспозиции посвящена истории жителей башни и её первым хранителям. Главный экспонат музейной экспозиции — клепаный металлический бак XIX века, впервые открытый для обзора с 1947 года.
В настоящее время в Башне проводятся экскурсии, акустические концерты, поэтические вечера, спектакли.